# Open Rouen Métropole 2023
L'Open Rouen Métropole 2023 è un torneo di tennis femminile giocato sui campi in cemento al coperto. È la 2ª edizione del torneo, facente parte del WTA Challenger Tour 2023. Il torneo si gioca al Kindarena Sports Complex di Rouen in Francia dal 9 al 16 ottobre 2023.

## Partecipanti al singolare

### Teste di serie
| Nazionalità | Giocatrice         | Ranking* | Testa di serie |
| ----------- | ------------------ | -------- | -------------- |
| Belgio      | Greet Minnen       | 61       | 1              |
| Francia     | Clara Burel        | 72       | 2              |
| Ucraina     | Kateryna Baindl    | 89       | 3              |
| Regno Unito | Jodie Burrage      | 84       | 4              |
| Francia     | Alizé Cornet       | 96       | 5              |
| Bulgaria    | Viktorija Tomova   | 97       | 6              |
| Romania     | Jaqueline Cristian | 102      | 7              |
| Ungheria    | Anna Bondár        | 106      | 8              |
| Svizzera    | Viktorija Golubic  | 107      | 9              |

* Ranking al 2 ottobre 2023.

### Altre partecipanti
Le seguenti giocatrici hanno ricevuto una wild card per il tabellone principale:
- Fiona Ferro
- Elsa Jacquemot
- Chloé Paquet
- Alice Robbe

Le seguenti giocatrici sono passate dalle qualificazioni:
- Ėrika Andreeva
- Tiphanie Lemaître
- Margaux Rouvroy
- Astra Sharma

La seguente giocatrice è entrata in tabellone come lucky loser:
- Iryna Šymanovič

### Ritiri
Prima del torneo
- Kateryna Baindl → sostituita da  Iryna Šymanovič
- Lauren Davis → sostituita da  Jessika Ponchet
- Rebeka Masarova → sostituita da  Léolia Jeanjean
- Jule Niemeier → sostituita da  Dalma Gálfi
- Clara Tauson → sostituita da  Darija Snihur

## Partecipanti al doppio

### Teste di serie
| Nazione     | Giocatrice         | Nazione     | Giocatrice           | Rank1 | Seed |
| ----------- | ------------------ | ----------- | -------------------- | ----- | ---- |
| Ungheria    | Anna Bondár        | Belgio      | Kimberley Zimmermann | 111   | 1    |
|             | Alëna Fomina-Klotz |             | Iryna Šymanovič      | 191   | 2    |
| Regno Unito | Alicia Barnett     | Regno Unito | Olivia Nicholls      | 197   | 3    |
| Spagna      | Aliona Bolsova     | Georgia     | Natela Dzalamidze    | 205   | 4    |

* Ranking al 2 ottobre 2023.

### Altre partecipanti
La seguente coppia di giocatrici ha ricevuto una wild card per il tabellone principale:
- Léolia Jeanjean /  Tiphanie Lemaître

## Campionesse

### Singolare
Viktorija Golubic ha sconfitto in finale  Ėrika Andreeva con il punteggio di 6-4, 6-1.

### Doppio
Maia Lumsden /  Jessika Ponchet hanno sconfitto in finale  Anna Bondár /  Kimberley Zimmermann con il punteggio di 6-3, 7-6(4).